# 群馬バス
株式会社群馬バス（ぐんまバス）は、群馬県高崎市を中心に乗合バス・貸切バスを運行する会社で、不動産業、旅行業も営む。また前橋・高崎地域のバスで利用できる群馬県共通バスカードぐんネット加盟事業者でもある。

## 事業所
- 本社：群馬県高崎市緑町3-2-3
  - 総務部・旅行営業部・不動産部・事業部・旅行センター
- 総合バスセンター（乗合・貸切）：群馬県高崎市箕郷町西明屋95-1
  - 乗合バス部・運転指導部
- 貸切バスセンター（貸切）：群馬県高崎市箕郷町下芝177
  - 貸切バス部
- 榛名営業所（乗合・貸切）：群馬県高崎市下室田町290-1
- 本庄営業所（貸切）：埼玉県本庄市児玉町吉田林145-1
- 東京営業所（貸切・高速乗合）：東京都八王子市鑓水2-173

## 会社沿革
新会社と旧会社は2001年（平成13年）を境に登記・資本関係が連続していないが、ここでは両社を連続して記す。

### 旧：群馬バス
- 1942年（昭和17年）6月11日：群馬合同バス株式会社設立。当時の車両数75輌、営業免許325.7粁、従業員170名。
  - 以下の会社統合により設立
    - 上毛中央自動車株式会社(路線：高崎～前橋、高崎～伊勢崎、前橋～伊勢崎、富岡～秋畑村大字梅木平、富岡～妙義～松井田駅)
    - 満島商事合資会社(路線：高崎～松井田、高崎～清水、安中駅～秋間、安中駅～後閑、倉田村権田～鳥渕村川浦、松井田駅～妙義葡萄園、安中～磯部)
    - ハヤブサ自動車商会(路線：前橋駅～群馬総社駅～上野田)
    - 上毛自動車株式会社(路線：伊勢崎～太田)
    - 平林自動車商会(路線：松井田町～細野村大字土塩、松井田町～坂本)

  - 群馬合同バス株式会社設立後も、 1942年8月鉄道省発表の「乗合自動車事業統合に関する要綱」の影響もあり、以下の群馬県内乗合自動車事業者の買収・吸収を進める。
    - 富士見乗合自動車商会(路線：前橋細ヶ沢町～富士見村石井一本松)
    - 十王自動車株式会社(路線：伊勢崎～山田郡大間々町、大間々～佐波郡境町)
    - 西群馬自動車株式会社(路線：前橋～南新波～板鼻)
    - 榛名合同自動車株式会社(路線：ヤセオネ～榛名湖畔～榛名神社、高崎～室田～榛名、高崎～箕輪～松之沢)
    - 共愛自動車商会(路線：箕郷～前橋)
- 1945年（昭和20年）10月1日：群馬バス株式会社に社名変更。
- 1950年（昭和25年）9月6日：会社分割により群馬中央バスが創立。伊勢崎を中心とする一部路線を譲渡。
- 1957年（昭和32年）6月24日：東京急行電鉄の系列入り[1]。当時の車両数110輌、営業免許405粁、従業員約380名。
- 1961年（昭和36年）3月1日：群北自動車交通株式会社を系列化。
- 1961年（昭和36年）5月16日：三和タクシー株式会社を買収系列化。
- 1963年（昭和38年）12月25日：群馬県下初のワンマン運行を前橋市内循環線で開始。
- 1967年（昭和42年）8月1日：伊香保ケーブル鉄道株式会社を合併。
- 1971年（昭和46年）11月10日：株式会社群バスボウル設立。
  - 1972年（昭和47年）3月1日：高崎市日高町に群バス日高ボウル(ボウリング場)オープン。
    - 1980年（昭和55年）1月：株式会社群バスボウル解散。
- 1972年（昭和47年）10月1日：群バス不動産株式会社設立。
- 1976年（昭和51年）4月15日：高崎市旭町に群バスビル竣工。
- 1978年（昭和53年）6月30日：高崎駅前案内所を改築し、ドムドムハンバーガー高崎店をオープン。
- 1979年（昭和54年）7月20日：前橋駅前案内所跡地に、ドムドムハンバーガー前橋店を新築オープン。[2]
- 1990年（平成2年）4月26日：高崎駅西口ウエストワンビル竣工。
- 2001年（平成13年）10月1日：株式会社群馬バスにバス事業を譲渡。上毛施設株式会社に社名変更。
- 2005年（平成17年）1月11日：上毛施設株式会社及び100%子会社の群バス不動産株式会社解散。

### 現：群馬バス
- 2001年（平成13年）4月12日：従業員らが出資した高崎バス株式会社設立。
- 2001年（平成13年）10月1日：株式会社群馬バスに社名変更。群馬バス株式会社から譲受したバス事業を開始。
- 2003年（平成15年）5月：埼玉児玉支所開設
- 2004年（平成16年）6月：本店所在地変更(現所在地)
- 2005年（平成17年）9月：旅行センター開所
- 2005年（平成17年）10月：本庄営業所竣工・営業所名変更
- 2006年（平成18年）3月：高渋バイパス線開通
- 2006年（平成18年）10月：イオン線開通
- 2008年（平成20年）9月：スターペガサス12人乗り導入
- 2008年（平成20年）10月：深夜バス運行開始
- 2008年（平成20年）12月：研修センター開設
- 2009年（平成21年）1月：下川団地線開通
- 2010年（平成22年）7月：貸切バスセンター開設
- 2011年（平成23年）7月：高崎駅西口ペガサス駐車場グランドオープン
- 2012年（平成24年）6月：スターペガサス22人乗り導入
- 2012年（平成24年）10月：渋川伊香保線開通
- 2013年（平成25年）4月：スターペガサス38人乗り導入
- 2018年（平成30年）6月：前橋駅～日赤病院線新設、亀里JAビル線を日赤病院まで延伸
- 2018年（平成30年）12月15日：東京営業所開設[3]
- 2021年（令和3年）12月17日：高速バス「群馬・横浜ニュースター号」（伊香保案内所・水沢・高崎駅東口－六本木ヒルズ・横浜駅YCAT）を運行開始。
- 2022年（令和4年）3月12日：群馬県バス事業協同組合及び東日本旅客鉄道主導により、ICカード「nolbe」を県内バス会社7社と共に導入。
- 2024年（令和6年）12月1日：ジェイアールバス関東とアライアンス契約を締結し、西東京バスと共同運行で高速バス「ゆめぐり八王子号」運行開始[4]。

## 営業路線

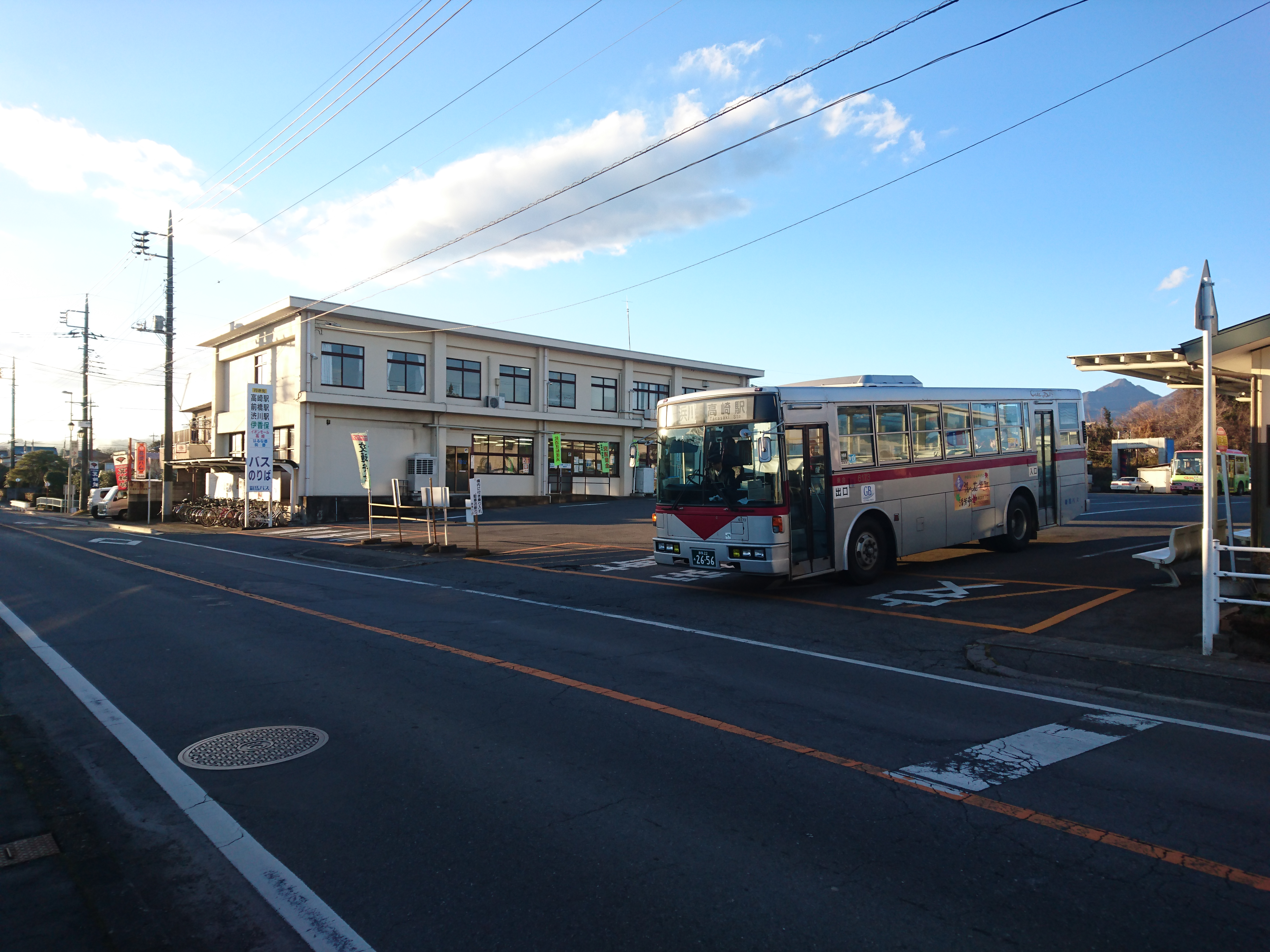
箕郷営業所

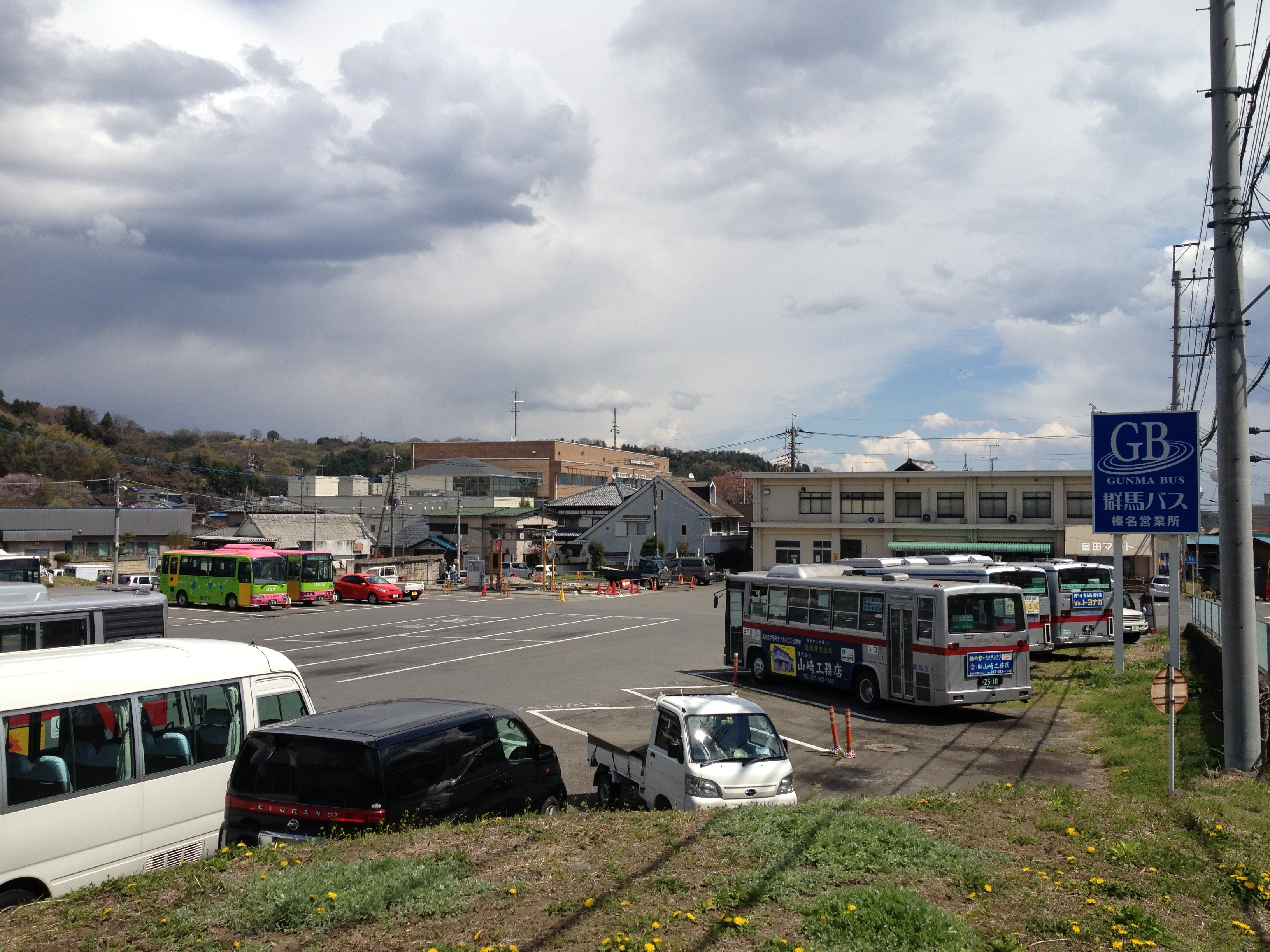
榛名営業所

### 箕郷営業所（総合バスセンター）

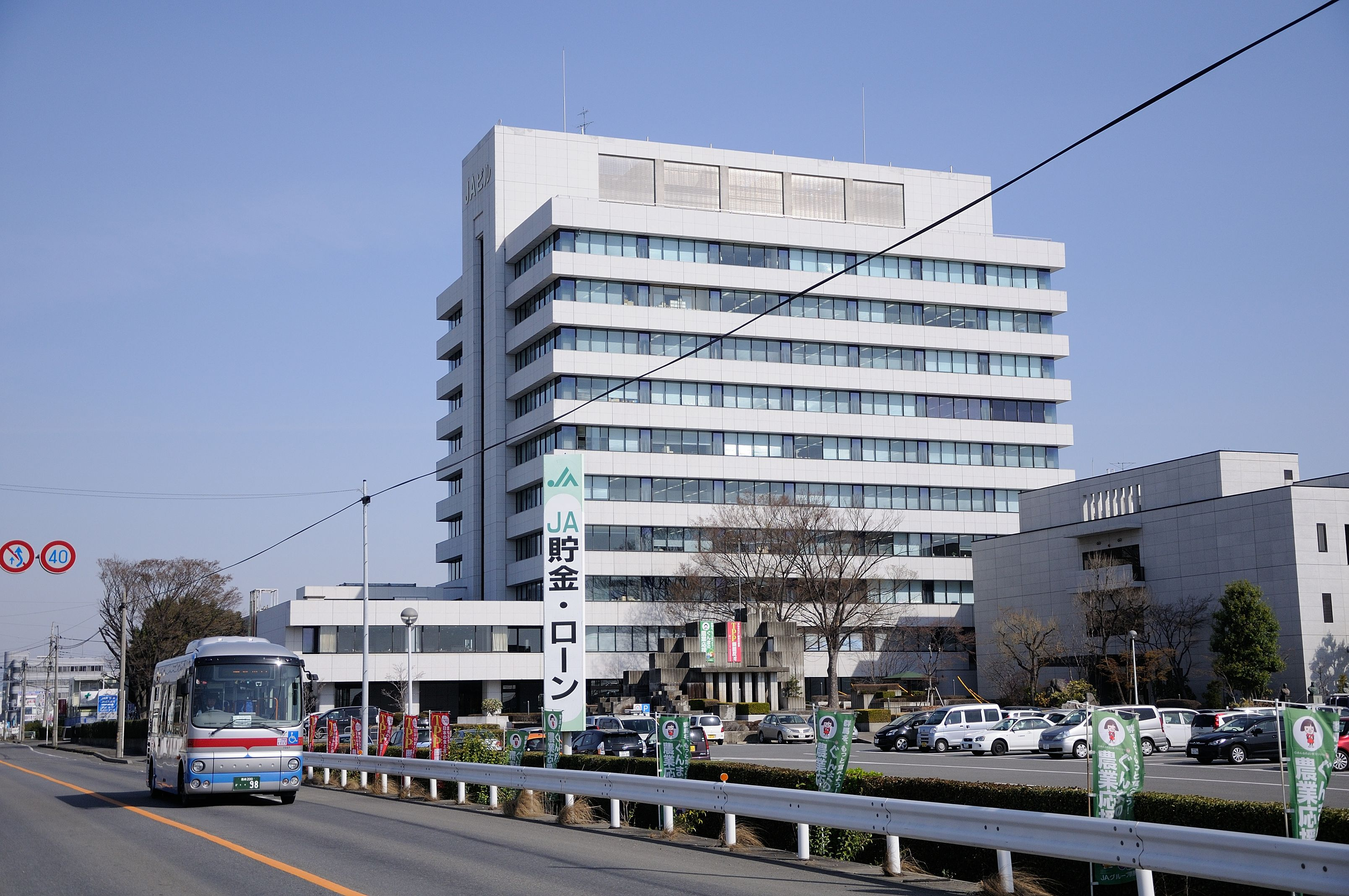
群馬県農協ビルを脇を走る亀里JAビル-高崎駅東口線

- 高崎駅 - 浜川 - 箕郷 - 水沢 - 伊香保温泉
- 高崎駅 - 北高崎駅 - 高崎経済大学 - 沖白川橋 - 群バス貸切バスセンター前 - 箕郷
- 高崎駅 - 農大二高 - 城山団地 - 吉井物産センター - 南陽台
- 高崎駅 - 井出 - 相馬ヶ原自衛隊 - しんとう温泉 - 榛東村役場
- 前橋駅 - 大渡橋 - 金古 - 箕郷
- 前橋駅 - 県庁前 - 中央大橋 - イオンモール高崎
- 前橋駅 - けやきウォーク前橋前 - 生涯学習センター前 - 日赤病院
  - 2018年（平成30年）6月4日に開設。
- 高崎駅 - 高渋バイパス - イオンモール高崎 - しんとう温泉 - 榛東村役場
- イオンモール高崎 - 群馬支所南口 - 箕郷
- 高崎駅東口 - 中居町一丁目 - 総合卸売市場前 - 下川団地 - 亀里JAビル前 - 日赤病院
  - 2009年（平成21年）1月22日開設。高崎駅東口から2006年に一部開通した国道354号バイパス（東毛広域幹線道路）を経由し今後の発展が見込まれる前橋市南部・下川団地周辺を結ぶ[5]。
  - 2018年（平成30年）6月4日に、亀里JAビル前～日赤病院間を延伸。
- 箕郷 - はるな郷
- 箕郷 - 駒寄
- 箕郷渋川線　箕郷 - 小倉十字路 - 渋川駅
- 伊香保バスターミナル - ヤセオネ峠  - 榛名湖 - 榛名湖温泉ゆうすげ
  - 路線上のヤセオネ峠停留所周辺は漫画頭文字Dの舞台になっている。
- 高崎問屋町駅 - 経大附属高等学校前
- 渋川駅 - 上の原 - 水沢 - 伊香保案内所
- 伊香保温泉・榛名山定期観光バス
- 高崎市内循環バスぐるりん
  - 都心循環線 <上信観光バスと共同運行>
  - 少林山線
  - 高経大線
  - 岩鼻線
  - 白川線
  - 生原線
  - 松原線
  - 柏木沢線
- 伊香保タウンバス
  - 4号線：伊香保バスターミナル－見晴下－水沢－ゆうあいプール
- 水沢シャトルバス：伊香保温泉 - 水沢 - おもちゃと人形自動車博物館
- 伊香保ライナー：高崎駅東口 - 水沢 - 水澤観音 - 佛光山前 - 石段街口 - 伊香保案内所 ※ 予約制直通バス[6]
- 高速バス「群馬・横浜ニュースター号」：伊香保案内所 - 水沢 - 高崎駅東口 - 六本木ヒルズ - 横浜駅東口（YCAT)
  - 2021年12月18日運行開始[7]。 <東京バスと共同運行>
  - 2023年4月1日より運行休止[8]。

### 榛名営業所

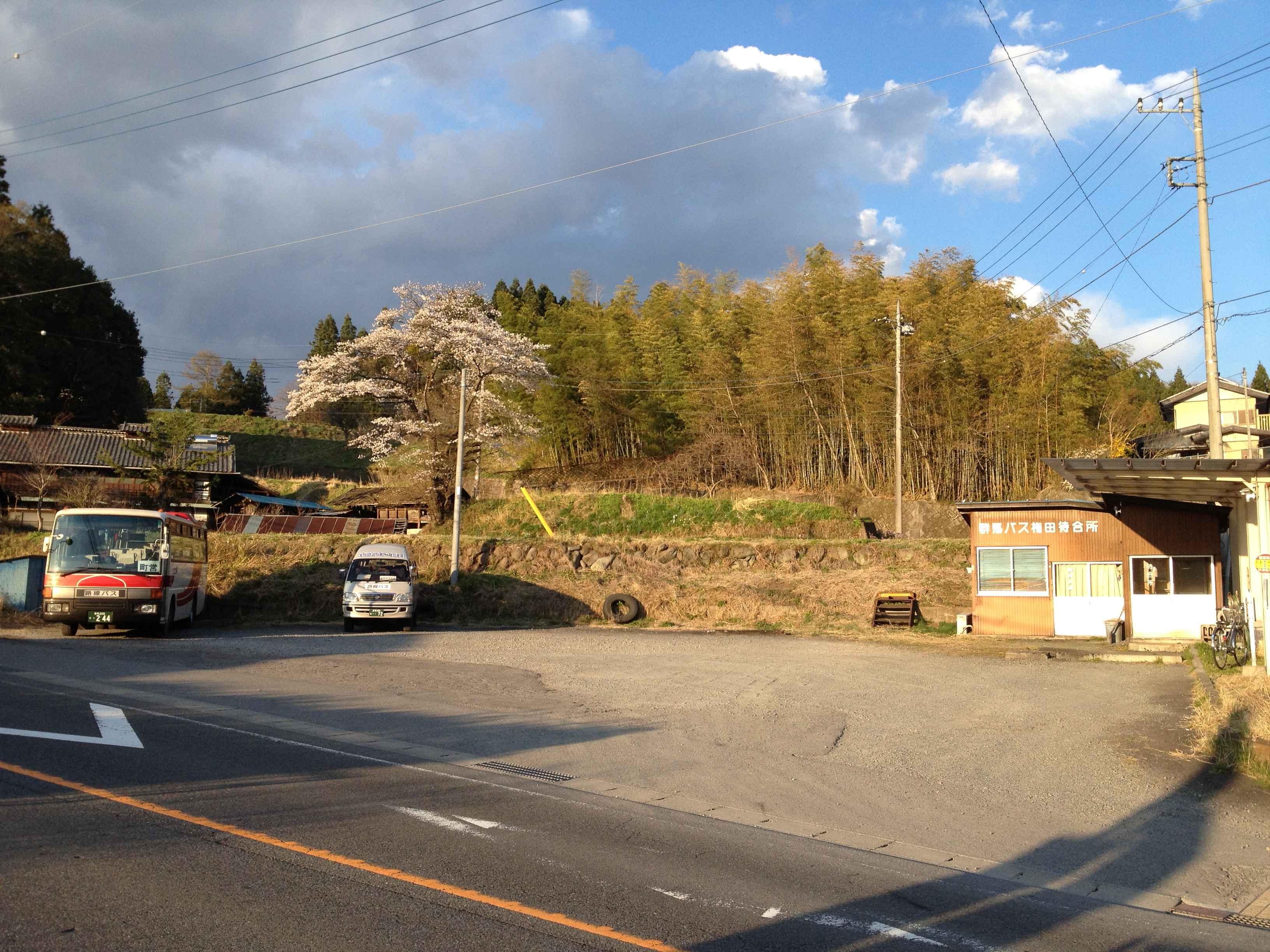
権田（権田待合所）

- 高崎駅 - 高崎経済大学 - 本郷 - 室田 - 榛名湖
- 高崎駅 - 里見 - 室田 - 岩氷・大番道 - 権田
- 権田 - 月並 - 新開入口 - はまゆう山荘
- 間野 - 里見小学校
- 安中駅 - 新島学園 - 安中市役所 ※安中駅発安中市役所行きのみ
- 高崎市内循環バスぐるりん
  - 榛名線
  - 倉渕線
- 榛名循環バスはるバス
  - 斉渡中北線
  - 宮沢白岩線

### 東京営業所

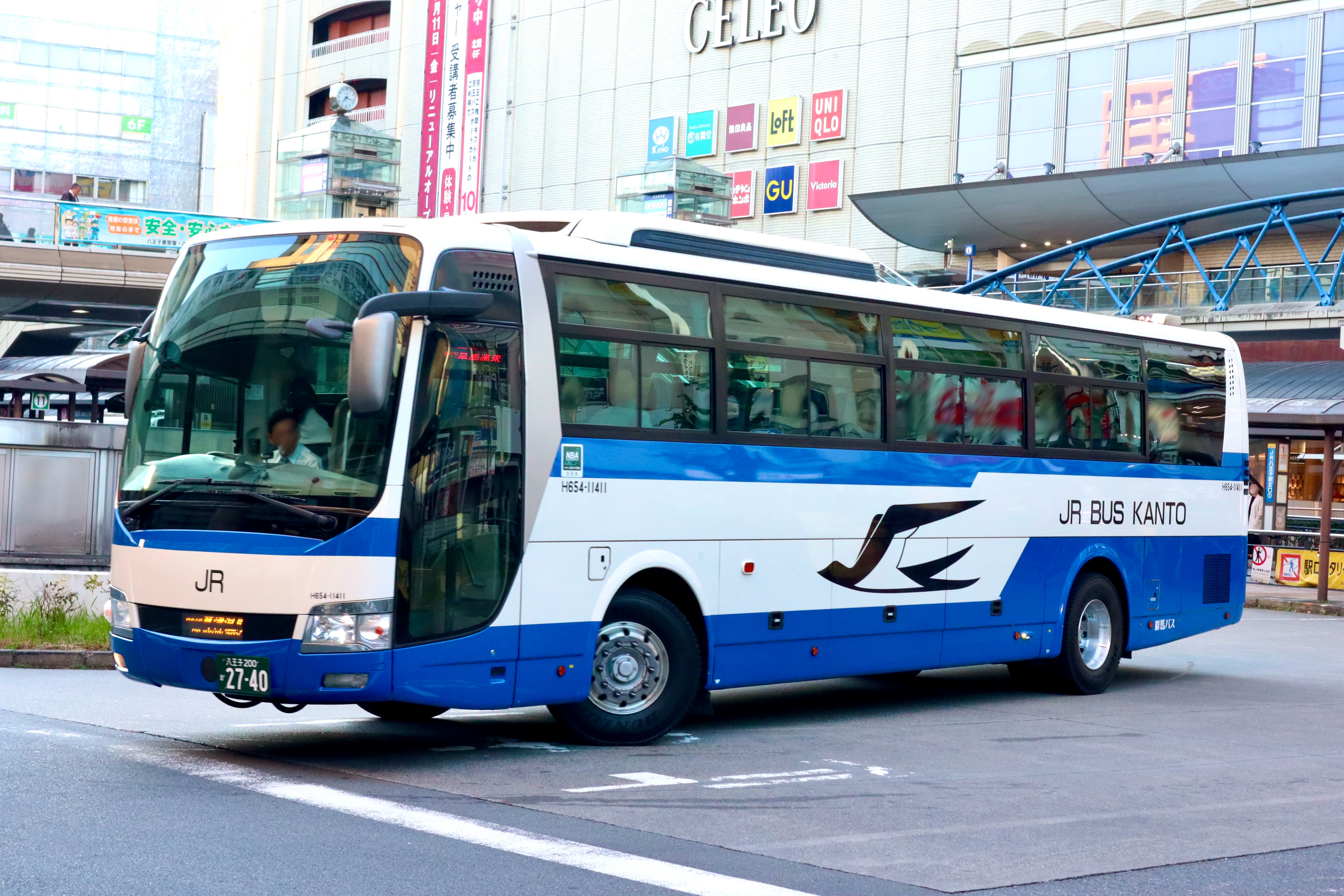
JRバスカラーで運行するゆめぐり八王子号

- 高速バス「ゆめぐり八王子号」：草津温泉バスターミナル - 伊香保石段街 - 伊香保温泉（見晴下） - 渋川駅 - JR八王子駅 - 京王八王子駅 <西東京バスと共同運行>
  - 2024年12月1日：運行開始[4]。

ゆめぐり八王子号は、西東京バスと共同運行で2024年12月1日から運行が開始された高速乗合バスである。群馬バスは西東京バスとは異なり、JRバス関東と『アライアンス契約』を締結し運行している。そのため、車両の管理や専従の乗務員への教育などはJRバス関東が全て行っており、予約システムもJRグループのものを利用している。

車両は2024年4月までJRバス東北があぶくま号で使用し、新車導入により余剰となった2011年式の三菱ふそう・エアロエースをJRバス関東が購入し、塗装の一部をマイナーチェンジした車両が専属車として使用されている。

## 車両
路線車は自社発注の日野・いすゞを主に導入しており、近年は日野・レインボーやいすゞ・エルガミオといった中型ノンステップバスが主力となっている。大型車の自社発注車は日野・日産ディーゼル（現：UDトラックス）製、東武バスや大阪市交通局（当時）からの移籍車は日野・いすゞの陣容となっている。一部の車両は榛名湖・伊香保温泉方面への運用を考慮し、座席をハイバックシートにしているものがある。
塗装はかつての親会社だった東急バスに準じていたが、グループ離脱後の2007年（平成19年）頃より車体上部と下部に青いラインが入るようになった。
観光車は積極的に新車を導入しており、大型スーパーハイデッカーを中心に、3列シート車や12人乗りの特別仕様車「スターペガサス」も保有している。「スターペガサス」は同社のフラッグシップ車両として位置づけられているため、車両予約の電話番号も専用回線を使用している。

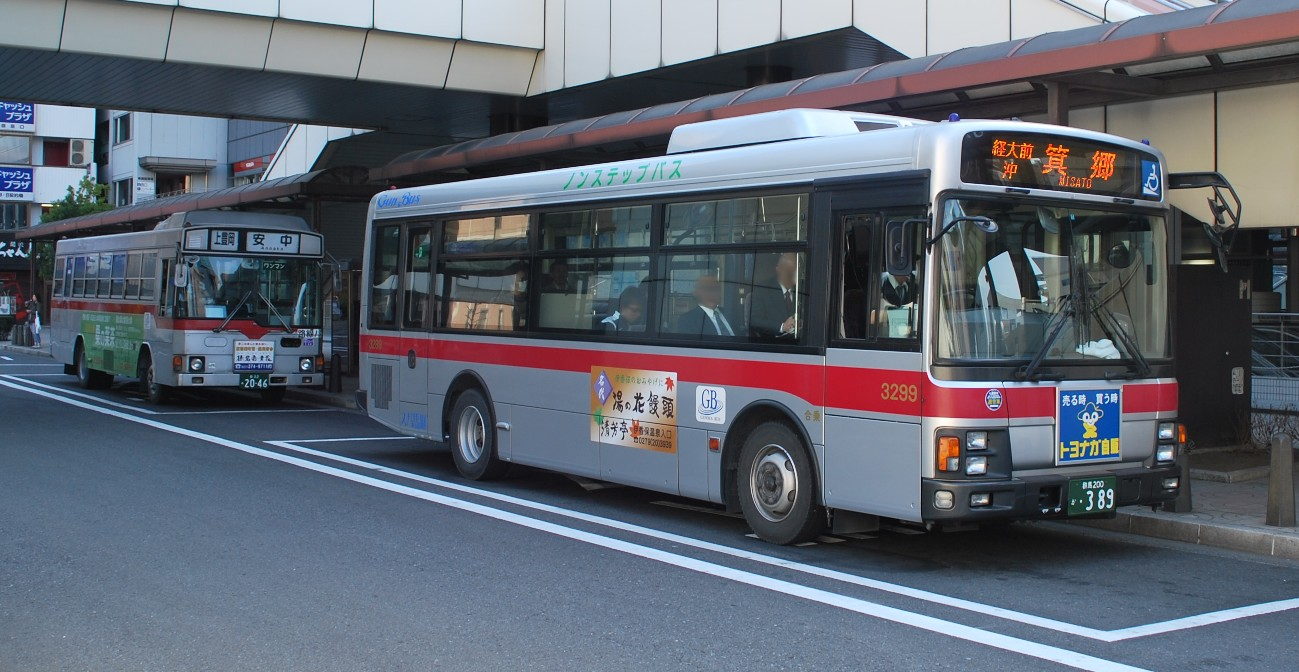
群馬バスの乗合バス車両
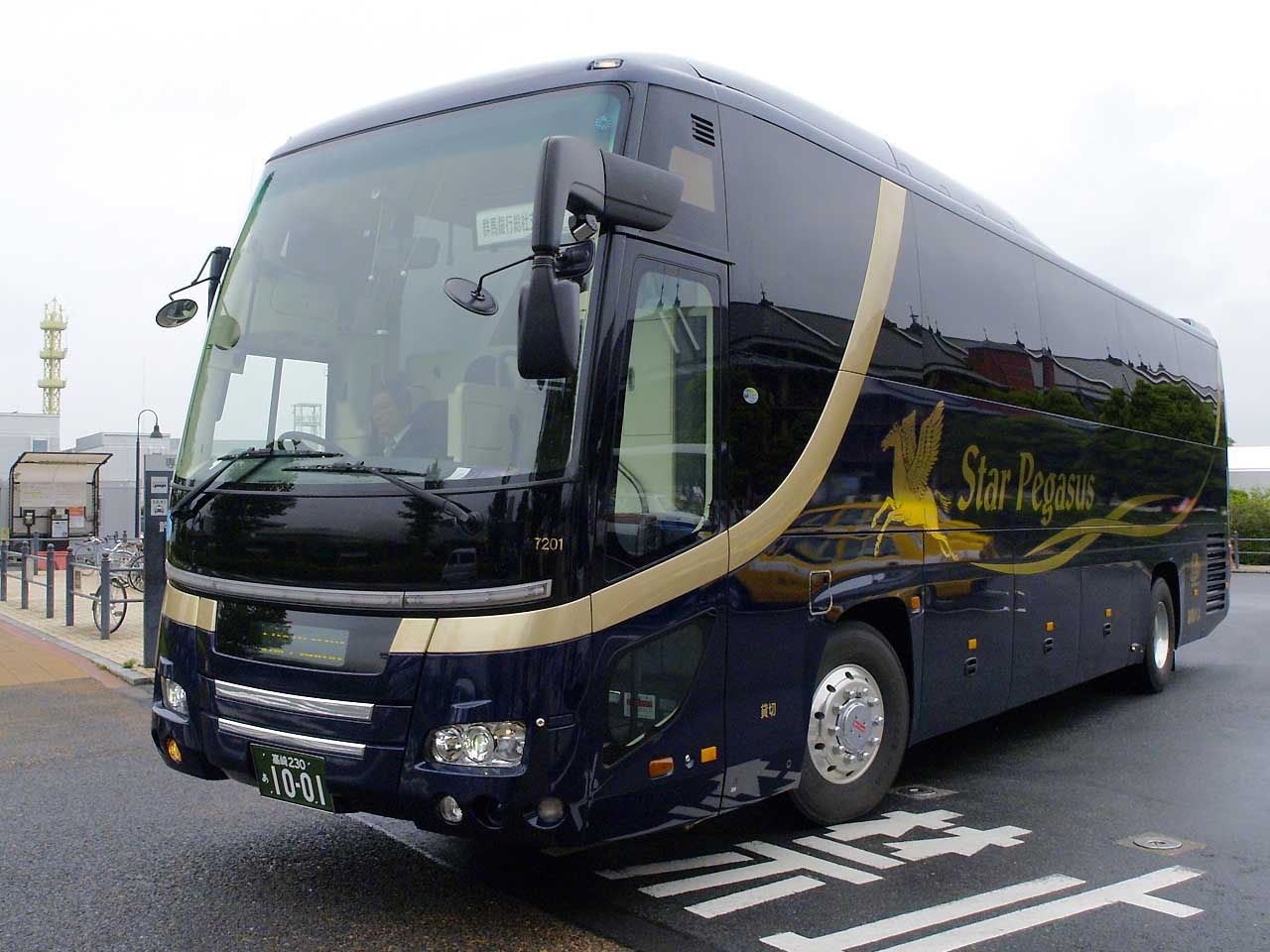
貸切車「スターペガサス」
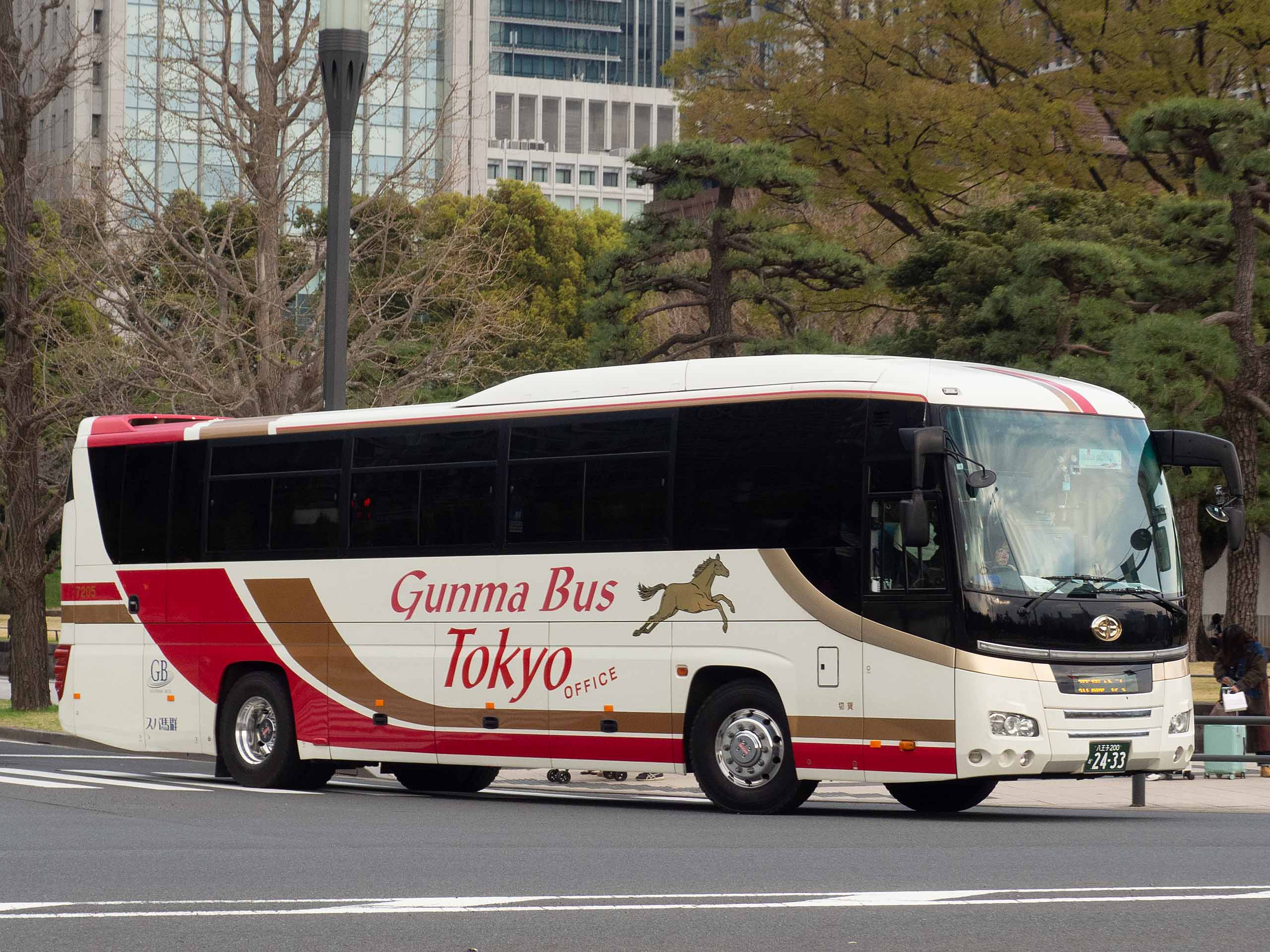
貸切車。東京営業所所属車はTokyo OFFICEを追記。
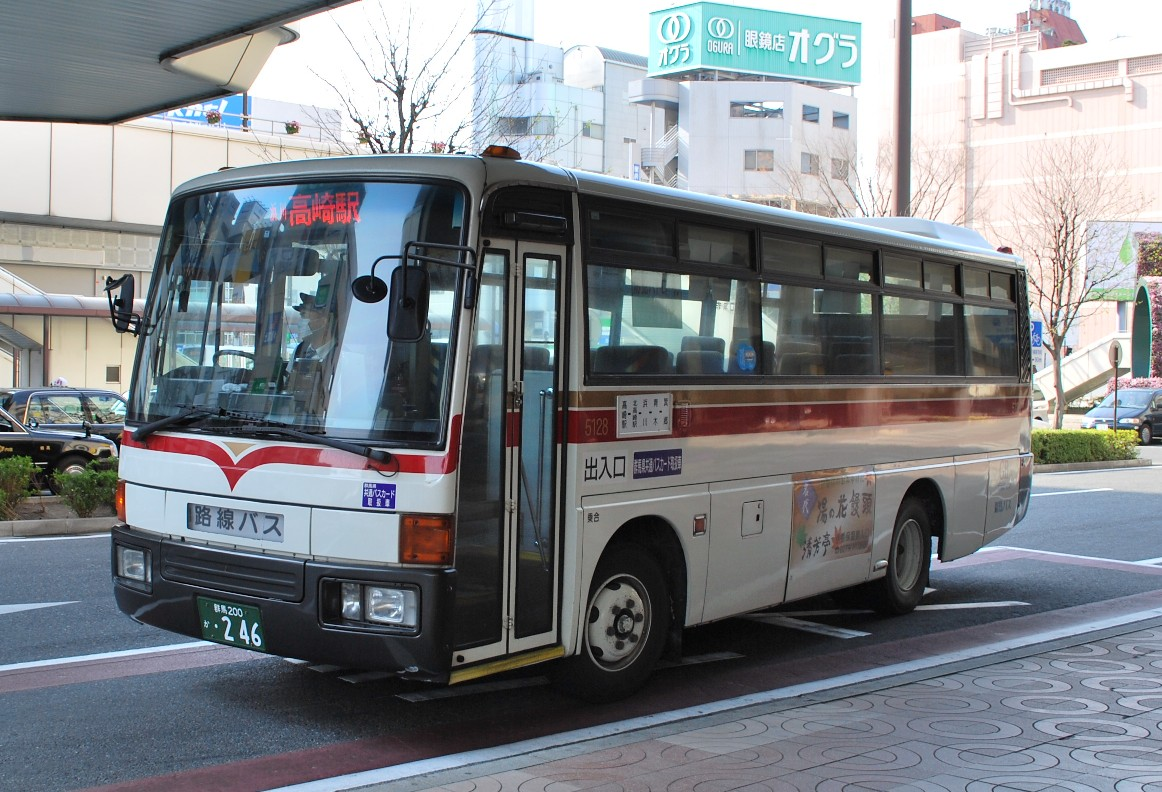
箕郷営業所に所属していた車輛。東急コーチから移籍した中型車（廃車済）
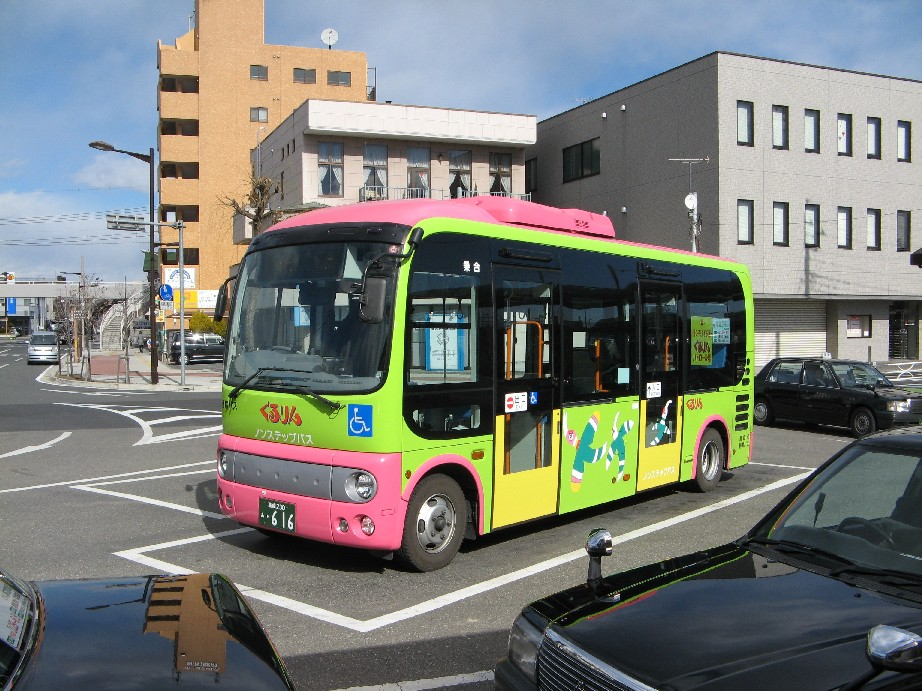
高崎市コミュニティバス「ぐるりん」新町線
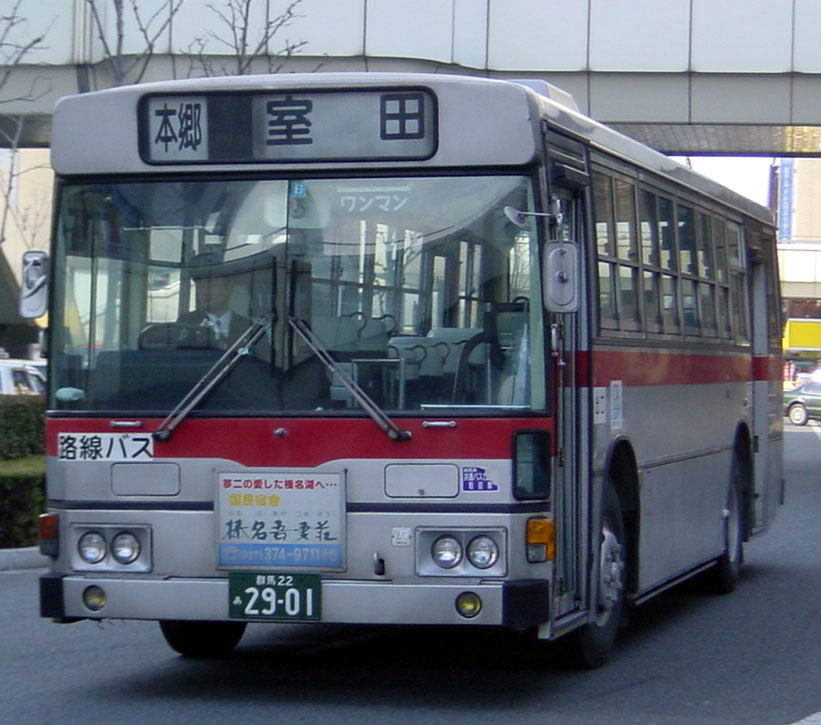
元京阪バスの中古車（高崎駅前。廃車済）
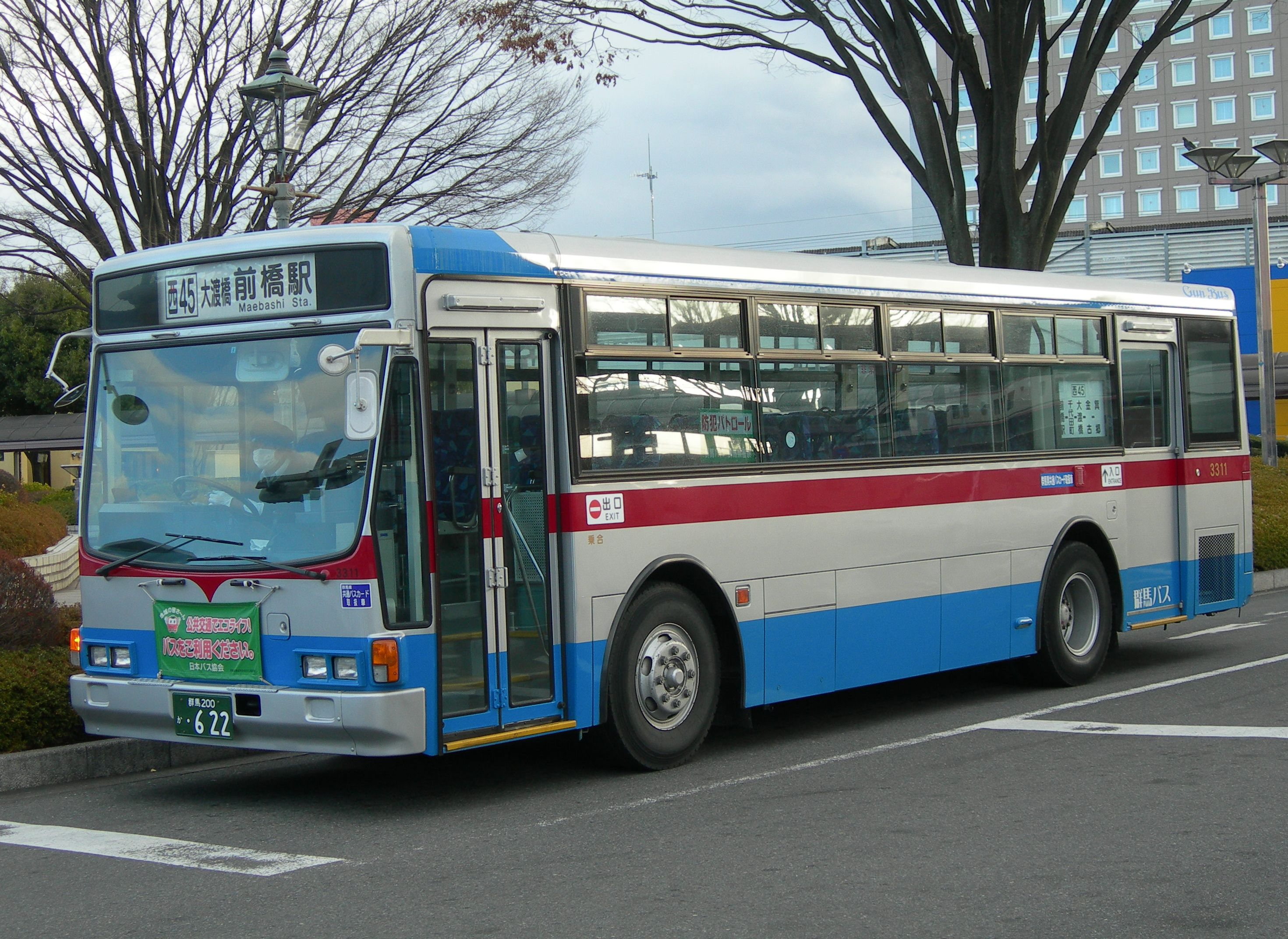
青いラインが入った元大阪市営バスの中古車（前橋駅前にて）
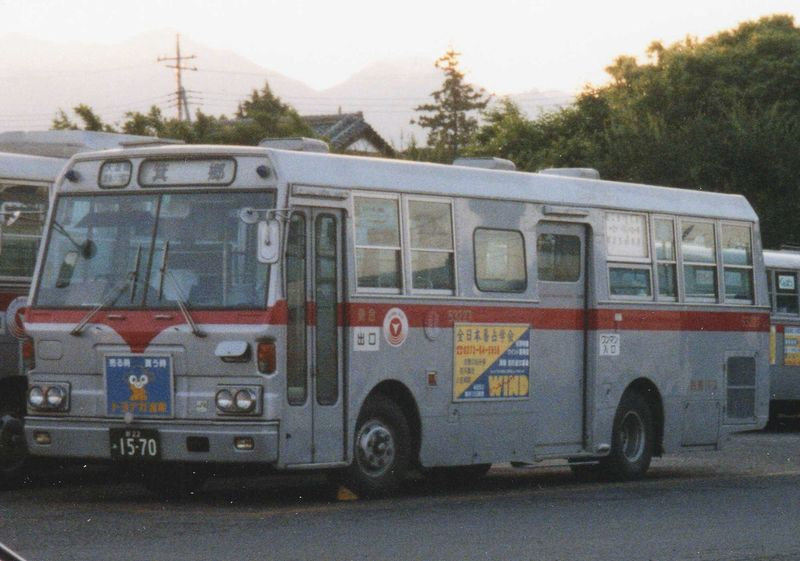
東急グループだった頃の車両。東急グループの社紋をボディに掲げる。北村製作所製ボディを架装した車両。

## その他
- 2019年の台風19号の影響で一部区間で運休していた八高線の代替輸送機関として、群馬バスと秩父鉄道観光バスなど群馬県のバス事業者を中心に代行バスを運行した。
- 2020年（令和2年）7月より、渋川市が舞台の漫画作品「頭文字D」とのコラボレーション企画として、所有車両の1台（いすゞ・PA-LR234J1、車番3308）に同作品の主人公が搭乗するトヨタ・AE86を模したラッピングが施されている[9]。